# Eduardo Emilio Delgado
Eduardo Emilio Delgado (San Juan, 31 de julio de 1958) es un exfutbolista argentino. Se desempeñaba como delantero y tuvo una destacada actuación en varios equipos de su país. Es padre del también futbolista Matías Delgado. 

## Carrera
Surgido de la cantera del Club Atlético de la Juventud Alianza, siendo aún juvenil se incorporó a Chacarita Juniors, club con el que debutó oficialmente en primera durante 1975. Durante cinco temporadas defendió la casaca funebrera, antes de ser transferido a Vélez Sarsfield para disputar el Nacional 1979. Su próximo destino fue Belgrano de Córdoba, durante la temporada 1980. Al año siguiente fichó por San Lorenzo de Almagro, club que se encontraba apremiado en su permanencia debido al bajo promedio de puntos que arrastraba; la campaña finalizó con el descenso del Ciclón, y si bien Delgado cumplió con buenas actuaciones, tuvo una oportunidad en sus pies para salvar la categoría, ya que en la última fecha del Metropolitano San Lorenzo necesitaba de un empate frente a Argentinos Juniors para evitar el descenso, y cuando el marcador se encontraba 0-0, Delgado ejecutó un tiro penal que fue contenido por el arquero Mario Alles. Finalmente Argentinos Juniors ganaría el partido por 1 a 0.

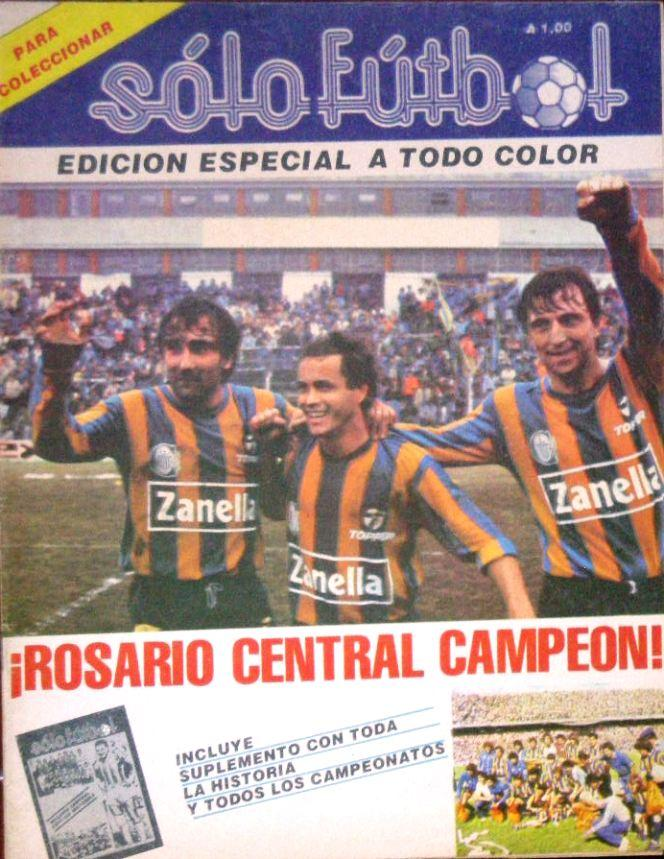
Eduardo Delgado junto a Raúl de La Cruz Chaparro y Rubén Alejandro Rojas en el Rosario Central de 1985.

Firmó para Rosario Central en 1982; su partido debut con la camiseta auriazul sucedió el 12 de febrero por la primera fecha del Nacional, en la que el canalla derrotó a Gimnasia y Esgrima de Mendoza 3-0 en el Gigante de Arroyito, con Delgado marcando el tercer tanto; el entrenador centralista era Ángel Tulio Zof. Logró buenos rendimientos en el equipo rosarino, siendo habitualmente titular y compartiendo la línea ofensiva con jugadores como José Toti Iglesias, Gerardo Manuel González, Claudio Scalise, Raúl de La Cruz Chaparro, entre otros. Luego de jugar las tres primera fechas del Metropolitano 1984 fue traspasado Belgrano de Córdoba, en un trueque que incluyó también a Chaparro a cambio de Germán Martellotto y Miguel Batalla. De esta forma Central se desprendió de dos de sus mejores valores cuando se enfrentaba a la amenaza de perder la categoría, la cual se terminó materializando. Delgado retornó a Central junto a Chaparro a principios de 1985 para afrontar el Campeonato de Primera División B, con el equipo bajo la conducción de Pedro Marchetta; jugó 28 partidos y marcó 5 goles en el torneo, realizando una importante contribución para que el canalla recuperara rápidamente su sitial en la máxima categoría. Dejó Central al finalizar el año, acumulando 111 presencias con la casaca de la Academia, habiendo convertido 16 goles.
Prosiguió su carrera en All Boys, Deportivo Neza de México y Colón.

## Clubes
| Club                   | País      | Año       |
| ---------------------- | --------- | --------- |
| Chacarita Juniors      | Argentina | 1975-1979 |
| Vélez Sarsfield        | Argentina | 1979      |
| Belgrano               | Argentina | 1980      |
| San Lorenzo de Almagro | Argentina | 1981      |
| Rosario Central        | Argentina | 1982-1984 |
| Belgrano               | Argentina | 1984      |
| Rosario Central        | Argentina | 1985      |
| All Boys               | Argentina | 1986      |
| Deportivo Neza         | México    | 1986-1987 |
| Colón                  | Argentina | 1987-1988 |

## Selección nacional
Integró el Seleccionado sub-23 de Argentina durante el Torneo Esperanzas de Toulon en 1979.

## Palmarés
| Equipo          | País      | Título           | Año  |
| --------------- | --------- | ---------------- | ---- |
| Rosario Central | Argentina | Segunda División | 1985 |